# Parti socialiste unifié de Catalogne
Le Parti socialiste unifié de Catalogne ou PSUC (en catalan : Partit Socialista Unificat de Catalunya) est un ancien parti catalan appartenant au Komintern, fédéré avec le Parti communiste d'Espagne (PCE). 
Créé en 1936, le PSUC sera mis en sommeil en 1987, avant d'être dissous 10 ans plus tard.

## Historique
Le PSUC est fondé le 23 juillet 1936 à la suite de la fusion de quatre partis : les fédérations catalanes du PSOE et du PCE, l'Union socialiste de Catalogne de Joan Comorera et le Parti catalan prolétaire. À sa création, il compte 6 000 militants, nombre ayant augmenté considérablement tout au long de la guerre d'Espagne. 
Durant ce conflit, il fait partie du gouvernement de la généralité de Catalogne à partir du 17 décembre 1936 et permet l’ascension en tant que conseillère municipale à Dolors Piera, première femme à siéger à la mairie de Barcelone.
En Catalogne, il s’oppose au Parti ouvrier d'unification marxiste (POUM), qui est anti-stalinien, et participe à la campagne de diffamation puis de répression contre les militants du POUM et de la CNT en 1937. 

## Membres célèbres
- Manuel Farràs i Baró (18996-1974),  homme politique catalan, considéré comme le dernier maire républicain de la ville de Sabadell[2].
- Manuel Bergés i Arderiu (1910-1942), résistant assassiné à Paris[3]